# Oxypetalum brachystephanum
Oxypetalum brachystephanum är en oleanderväxtart som först beskrevs av Gustaf Oskar Andersson Malme, och fick sitt nu gällande namn av Gustaf Oskar Andersson Malme. Oxypetalum brachystephanum ingår i släktet Oxypetalum och familjen oleanderväxter. Inga underarter finns listade i Catalogue of Life.